# Ивановские Огородники
Ивановские Огородники (бел. Іванаўскія Агароднікі) — деревня в Кировском сельсовете Слуцкого района Минской области Республики Беларусь.

## Население
Население составляет 206 человек[когда?]

.

## География
Деревня находится в 100 км к югу от Минска, и в 7 км к западу от Слуцка.

## Известные уроженцы
- Бруй, Фёдор Филиппович (1907—1982) — герой СССР.